# Walencjowate
Walencjowate (Valenciidae) – rodzina ryb z rzędu karpieńcokształtnych (Cyprinodontiformes).

## Morfologia
Występuje wydłużony grzbietowy wyrostek na szczęce. W płetwie grzbietowej od 8 do 11 promieni. Wzdłuż linii bocznej mieści się od 28 do 34 łusek.

## Występowanie
Ryby te występują w wodach Europy, w południowo-zachodnich wodach hiszpańskich i zachodnich greckich.
Ich siedlisko obejmuje wody słodkie i słonawe, nie bytują w słonych.
Nie są to ryby akwariowe.

## Klasyfikacja
Do rodziny zaliczany jest rodzaj:
Valencia

## Rozmnażanie
Zapłodnienie odbywa się w wodzie. Opieka rodzicielska nie występuje.